# Birkenbeul
Birkenbeul ist eine Ortsgemeinde im Landkreis Altenkirchen (Westerwald) in Rheinland-Pfalz. Sie gehört der Verbandsgemeinde Hamm (Sieg) an.

## Geographie
Die Ortsgemeinde liegt nördlich der Sieg-Wied-Wasserscheide oberhalb von Hamm (Sieg) und Pracht, die sich im Norden befinden; weitere Nachbargemeinden sind Ölsen im Westen, Breitscheidt im Nordwesten und Heupelzen im Süden.
Zu Birkenbeul gehören die Ortsteile Kratzhahn, Pfaffenseifen und Weißenbrüchen.

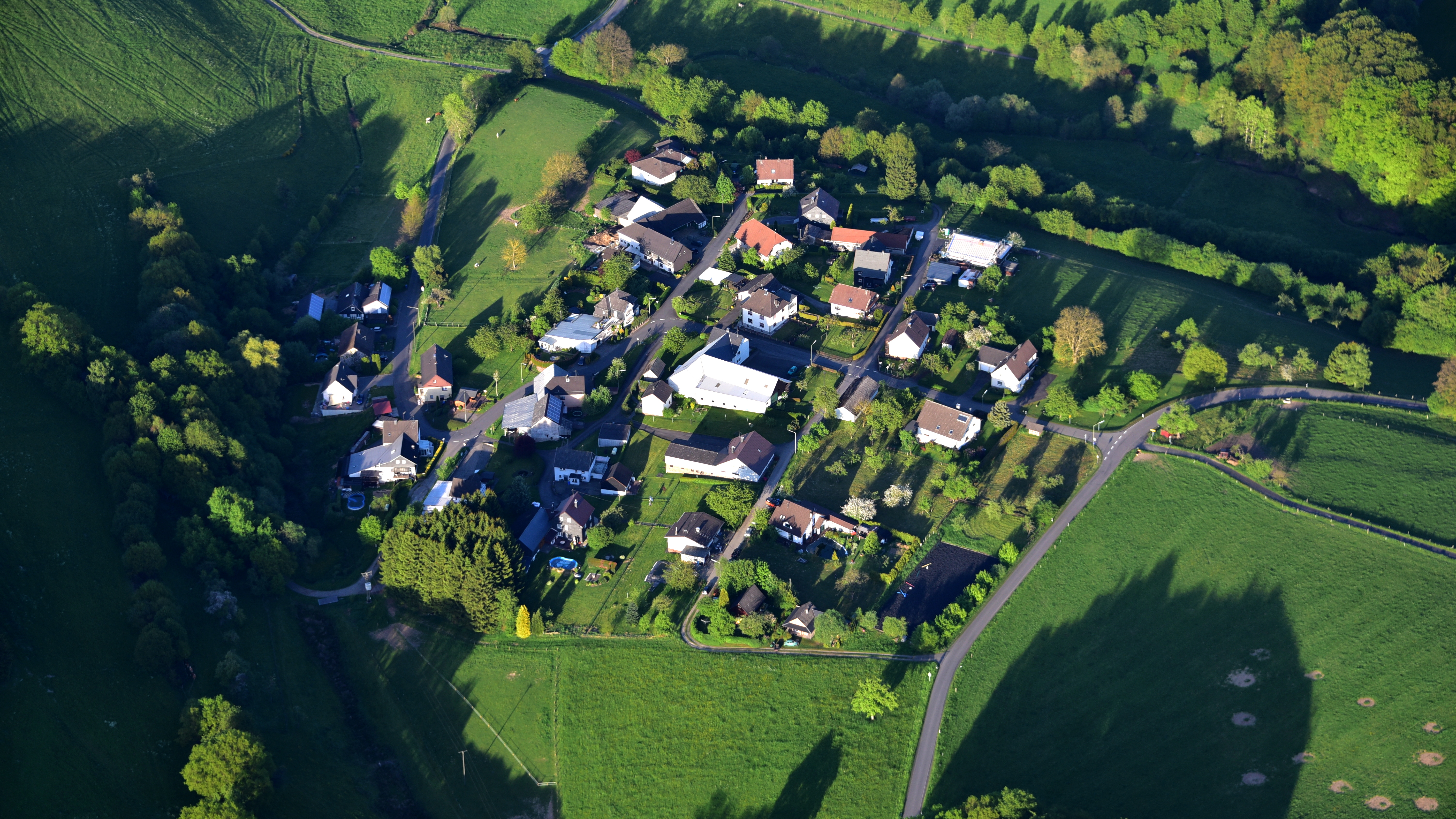
Birkenbeul Kratzhahn, Luftaufnahme (2017)

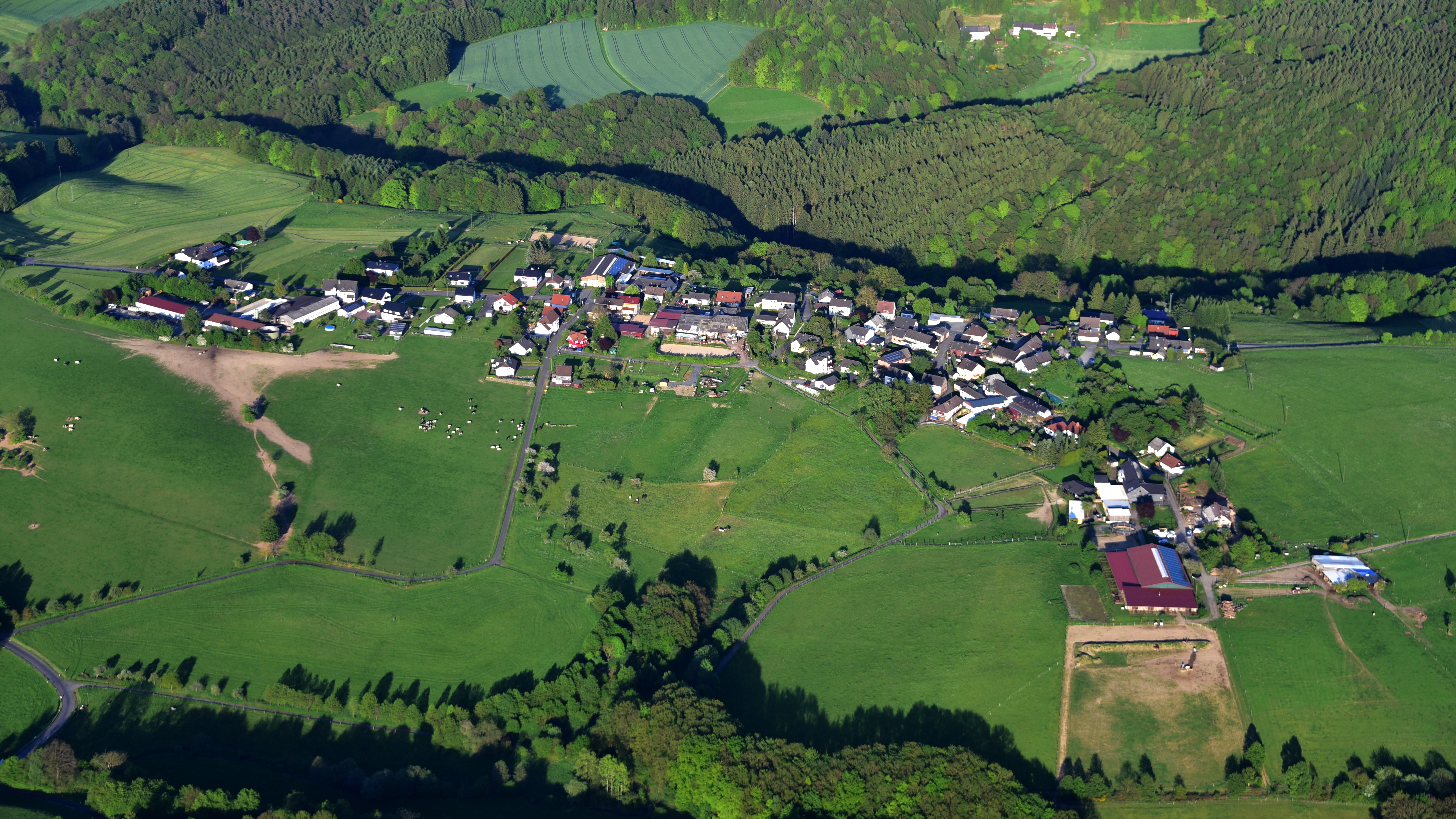
Birkenbeul Weissenbrüchen, Luftaufnahme (2017)

## Geschichte
Die erste urkundliche Erwähnung Birkenbeuls stammt aus einem im Jahre 1381 von Johann Ruysgin, genannt von Birkenbeul, abgeschlossenen Pachtvertrag.
Bis Mitte des 17. Jahrhunderts gehörte Birkenbeul landesherrlich zur Grafschaft Sayn. Die Einwohner wurden nach der Einführung der Reformation in der Grafschaft Sayn erst lutherisch und später reformiert. Nach der Landesteilung der Grafschaft Sayn im 17. Jahrhundert gehörte Birkenbeul zur Grafschaft Sayn-Hachenburg.
Birkenbeul bildete innerhalb des Kirchspiels Hamm einen „Sende“ genannten eigenen Verwaltungsbezirk, zu dem auch die Orte Kratzhahn, Pfaffenseifen und Weißenbrüchen gehörten. Die Grafschaft Sayn-Hachenburg war 1799 auf dem Erbweg an die Fürsten von Nassau-Weilburg gefallen. Im Zusammenhang mit der Bildung des Rheinbundes kam Birkenbeul 1806 an das neu errichtete Herzogtum Nassau.
Aufgrund der auf dem Wiener Kongress (1815) getroffenen Vereinbarungen wurde das Kirchspiel Hamm an das Königreich Preußen abgetreten. Unter der preußischen Verwaltung wurde Birkenbeul der Bürgermeisterei Hamm im neu errichten Kreis Altenkirchen im Regierungsbezirk Coblenz zugeordnet, der von 1822 an zur Rheinprovinz gehörte.
Seit 1946 ist Birkenbeul Teil des Landes Rheinland-Pfalz.
Bevölkerungsentwicklung
Die Entwicklung der Einwohnerzahl von Birkenbeul, die Werte von 1871 bis 1987 beruhen auf Volkszählungen:
| Jahr | Einwohner |
| ---- | --------- |
| 1815 | 198       |
| 1835 | 210       |
| 1871 | 326       |
| 1905 | 389       |
| 1939 | 360       |
| 1950 | 402       |
| 1961 | 369       |

| Jahr | Einwohner |
| ---- | --------- |
| 1970 | 431       |
| 1987 | 402       |
| 1997 | 446       |
| 2005 | 485       |
| 2011 | 424       |
| 2017 | 431       |
| 2023 | 433       |

## Politik

### Gemeinderat
Der Gemeinderat in Birkenbeul besteht aus acht Ratsmitgliedern, die bei der Kommunalwahl am 9. Juni 2024 in einer Mehrheitswahl gewählt wurden, und dem ehrenamtlichen Ortsbürgermeister als Vorsitzendem.

### Bürgermeister
Ortsbürgermeister von Birkenbeul ist Sven Merzhäuser. Bei der Direktwahl am 26. Mai 2019 wurde er mit einem Stimmenanteil von 68,42 % gewählt. Merzhäuser ist Nachfolger von Eckhard Voigt, der das Amt sieben Jahre ausgeübt hatte. Bei der Direktwahl am 9. Juni 2024 wurde Merzhäuser ohne Gegenkandidat mit 73,8 % der Stimmen für weitere fünf Jahre in seinem Amt bestätigt.

### Wappen
| Wappen von Birkenbeul |
| Wappenbegründung: Die Linien der eingeschweiften Spitze symbolisieren den Erzengelbach und den Birkenbach. Der goldene Leopard auf rotem Grund steht für die Grafschaft Sayn und die Grafschaft Sayn-Hachenburg, zu denen Birkenbeul gehörte. Der silberne Pflug auf grünem Grund symbolisiert die Landwirtschaft in Birkenbeul und durch die grüne Farbgebung zugleich die reichen Waldungen im Westerwald. Die vier Birkenblätter in der eingeschweiften silbernen Spitze stellen die vier Ortsteile Birkenbeul, Kratzhahn, Weißenbrüchen und Pfaffenseifen dar, die die Ortsgemeinde Birkenbeul bilden. Darüber hinaus nehmen die Birkenblätter Bezug auf den Ortsnamen Birkenbeul und auf die vorhandenen Wälder in der Ortsgemeinde. |

Siehe auch Liste der Kulturdenkmäler in Birkenbeul